# 24時間テレビ39 愛は地球を救う
『24時間テレビ39 「愛は地球を救う」  愛〜これが私の生きる道〜』（24じかんテレビ39 「あいはちきゅうをすくう」 あい〜これがわたしのいきるみち〜）は、日本テレビにて2016年8月27日（土曜）18:30 - 8月28日（日曜）20:54（JST）まで生放送された39回目となる『24時間テレビ』である。

## 概要
メインパーソナリティーはNEWSで、NEWSは2009年（第32回）以来7年振り2度目の担当となった。
チャリティーマラソンランナーは『笑点』メンバーの林家たい平が走り、たい平は史上初の落語家ランナーとなった。
この年は「人生が変わる1分間の深イイ話」の制作陣が中心となって制作された。

## 出演者
※グループ名・所属は基本的に当時のもの

### 総合司会
- 羽鳥慎一
- 水卜麻美（日本テレビアナウンサー）

### メインパーソナリティー
- NEWS
  - 小山慶一郎
  - 加藤シゲアキ
  - 増田貴久
  - 手越祐也

### チャリティーパーソナリティー
- 波瑠

### 番組パーソナリティー
- オリエンタルラジオ（中田敦彦・藤森慎吾）

### サポーター
- 徳光和夫
- 今田耕司

### チャリティーマラソンランナー
- 林家たい平

### 武道館に訪れたゲスト
- AKB48

### 有吉生反省会
- 有吉弘行
- バカリズム
- 友近
- 博多大吉（博多華丸・大吉）
- 大久保佳代子（オアシズ）
- 指原莉乃（当時・HKT48）

## 企画・コーナー

### タイムテーブル
| 時間            | コーナー名                                                                         |
| --------------- | ---------------------------------------------------------------------------------- |
| 8月27日 18:30 - | 24時間テレビ PART.1                                                                |
| 18:30 -         | オープニング                                                                       |
| 18:40 -         | 世界最大級！飛び出す絵本                                                           |
| 18:45 -         | 両足マヒになんて負けない！少年と家族が挑む富士登山                                 |
| 18:50 -         | 林家たい平24時間マラソンスタート                                                   |
| 19:30 -         | 吉田沙保里が心臓病の少女とメダルの約束                                             |
| 20:00 -         | ニッポンの愛を探す ダーツの旅的全国１億人インタビュー                              |
| 20:15 -         | 片腕の少女が夢のゴールを目指す！佐渡海峡40ｋｍ遠泳リレー                           |
| 20:25 -         | 全国高等学校合唱選手権                                                             |
| 20:35 -         | 1億3千万人のパーフェクトヒューマン                                                 |
| 20:40 -         | 盲学校&ろう学校の生徒がチャレンジ!総勢130名!一糸乱れぬ「よさこい大パフォーマンス」 |
| 20:50 -         | 被災地に愛を込めて「熊本・くまモンと氷上コラボ」                                   |
| 21:00 -         | 24時間テレビドラマスペシャル「盲目のヨシノリ先生〜光を失って心が見えた〜」         |
| 23:00 -         | 嵐にしやがれ                                                                       |
| 8月28日 0:30 -  | 生しゃべくり007!生ギリギリ…餌食は誰だ?                                             |
| 1:45 -          | 24時間テレビ PART.2                                                                |
| 2:45 -          | 有吉反省会「生放送スペシャル」                                                     |
| 4:00 -          | 24時間テレビ PART.3                                                                |
| 4:00 -          | 日本列島１分間の深イイ絶景SHOW                                                     |
| 5:00 -          | 片腕の少女が夢のゴールを目指す！佐渡海峡40ｋｍ遠泳リレー                           |
| 5:30 -          | 大地と海の恵み 日本列島朝どり中継リレー                                            |
| 6:00 -          | 朝から得ワザ連発！家事えもん朝ごはん天気予報                                       |
| 6:45 -          | NNNニュースサンデー                                                                |
| 6:57 -          | 24時間テレビ PART.4                                                                |
| 6:57 -          | 胃がんと戦い続けた元NHKキャスター黒木奈々                                          |
| 7:15 -          | 戦後71年間 今も続く夫婦愛 95歳おばあちゃん 夫が散った戦地へ                        |
| 8:00 -          | 障がいのある女性ララさんの夢!手越&森三中大島と一緒にイッテQ人気企画に挑戦          |
| 9:00 -          | 人気俳優の母が突然、認知症に…そのとき家族にできること                              |
| 9:30 -          | 風見しんご娘の死から9年…家族で祝う20歳の誕生会                                     |
| 10:00 -         | 世界一受けたい愛の授業!先生は、さかなクン…いじめられている君へ                     |
| 10:30 -         | コナン君と大実験!1700人で作る超巨大QRコード!TVの前で読み取ってみて!                |
| 11:00 -         | 五輪メダリストの親子愛                                                             |
| 11:17 -         | NNNストレイトニュース                                                              |
| 11:27 -         | 24時間テレビ PART.5                                                                |
| 11:27 -         | 元巨人・木村拓也の突然死から6年「残された3人の子供たちの今」                       |
| 12:00 -         | 世界一受けたい愛の授業!元宇宙飛行士・山崎直子先生                                  |
| 12:15 -         | 「24時間テレビで愛の告白したい人」探しました                                       |
| 12:27 -         | 24時間テレビ PART.6                                                                |
| 12:27 -         | 志村けんと母・志村和子「息子が知らなかった96年間の生きた道」                       |
| 12:45 -         | 高梨沙羅に憧れて!８歳少女が大ジャンプに挑戦!!                                      |
| 13:00 -         | 被災地・熊本に笑顔を届けよう!マジシャン出川のエンターテインメント                  |
| 13:45 -         | 不慮の事故で義足になったサッカー少年「憧れの本田圭佑と交わした約束」               |
| 14:00 -         | がんで顔の半分を失った少年「家族と見つけた新たな笑顔」                             |
| 14:30 -         | 全国高等学校合唱選手権                                                             |
| 15:45 -         | 骨髄移植に挑むお姉ちゃんへ「甘えん坊の弟から『にじいろ』のサプライズ」             |
| 16:00 -         | 1億3千万人のパーフェクトヒューマン                                                 |
| 16:54 -         | NNNニュース                                                                        |
| 16:59 -         | 24時間テレビ PART.7                                                                |
| 16:59 -         | 石原さとみと水と命を失う子供たちアフリカの現実                                     |
| 17:30 -         | チャリティー笑点                                                                   |
| 18:00 -         | がんの男性と結婚した女性医師「結婚する道を選んだ理由とは」                         |
| 19:00 -         | 車いす少女と「おひるねアート」でひと夏の大冒険                                     |
| 19:30 -         | 盲学校&ろう学校の生徒がチャレンジ!総勢130名!一糸乱れぬ「よさこい大パフォーマンス」 |
| 20:10 -         | フィナーレ                                                                         |

## スタッフ
- 技術統括：土屋隆
- 美術統括：大川明子
- 総合TD：蔦佳樹
- マイクロプラン：沼田広美
- 音声プラン：星野正樹
- 本社VTR︰北岡大輔、西出康貴
- SDC・SOC︰長野正次、平野勇太、塚田宏、畠山孝一、新田海
- CVセンター︰藤井陸、水寄謙一、金尾貴一
- マスター︰喜屋武寛之、北川基、合原範行、岡田裕樹、荘司巧、小幡聡
- 放送進行︰品川和雅、平林彩子、渡辺秀一
- 回線ブッキング：荒井邦彰、知念愛香、萩谷知子
- 電話回線設備︰前島聡、浅川彦四郎、渋澤英司、玉造昌和
- CGデザイン：堀江隆臣、宮内聡、石渡英明、水落功真、山岸龍、鈴木康之、藤井真吾、越波央、髙坂敬
- テロップ︰山田昌弘
- 宣伝部：境祐介、鈴木将大
- 宣伝デザイン：高橋亜希子
- 編成：荻野陽介、長田宙、大東徹也、切田美伸
- ネットワーク：俣野尚郎、梶田昌史
- 技術協力：NiTRO
- 美術協力：日テレアート

警備本部
- - 警備本部：鹿野正樹、黒田努、笠原大輔、中田洋、佐々木明、川﨑朋也、大河敏一、大江志都道
  - 副本部長：渡邉修三、赤間佳彦
  - 本部長：酒巻和也

告知
- - カメラ：奥村誠久
  - AP：草場千恵
  - ディレクター：冨永琢磨、長嶋永知、安達昇、青山敏雄、鈴木遼太朗
  - プロデューサー：大朏禎久、前田幸壱、菅沼洋子

PR
- - AP：斉藤陽子、川原三穂
  - ディレクター：吉田翔
  - プロデューサー：城下直子、伊藤実枝子、深谷圭二、長嶺望、高橋正昭
- チャリTシャツデザイン：蜷川実花、半田淳也

デジタルコンテンツ
- - 制作統括：葉山エレーヌ、高橋直樹、岩長真理

〔WEB〕
- - 統括：髙桑沙紀、石川甚敬、倉又広行、岩田昴樹、中村光祐
  - 制作：鷲巣桃子、高橋雅也、上原俊也、青山大介、真鍋怜、鶴田薫、山田貴史、今村俊樹、郡司寿美華、小田亜矢子、財津功靖

〔データ放送〕
- - 統括：稲福祥子、服部塁、篠崎巨佳
  - 技術：吉田宗弘、髙木静香、伊藤弘樹、髙月まどか
  - 制作：下迫直樹、岸本拓郎、寺本匠、茂住彩織、浅水浩司

〔マラソン動画配信〕
- - ディレクター：山本久美子、岡村香織、林健司、寺島学、上野佑馬
  - エンジニア：中塚貴裕、茂呂享司、工藤数基
  - プロデューサー：添田順

〔スマホチャリティー〕：秋田真吾、池上映理子、眞坂雅由美、菊池卓也、鷲野未佳

〔合唱選手権 投票システム〕：中曽根貴良、寺本紀子、村上和弘、鈴木竜一
24時間テレビ日産チャリティーイベント
- - 特別協賛：日産自動車
  - TD：篠原昭浩
  - SW：大谷アグリ
  - カメラ：海野亮
  - MIX：森川哲男
  - VE：渥美淳
  - 照明：宮田千尋
  - 音響：白石幸人
  - 音効：高橋秀治
  - モニター：久保和也
  - AP：相馬令子、大場友和
  - ディレクター：松﨑秀峰、伊藤守男、岩瀬皓之、妹尾友祐
  - 演出：藤井良記
  - プロデューサー：宮太一、畑野浩二、山口敦司

汐留本社S1サブ放送本部
- - SW：高田憲一、岩本茂、三井隆裕、高梨正利、村上和正
  - 音声：辻直哉、中野裕介、勝又理行、瀧島要介、加賀金重郎、太田黒健至
  - 調整：天内理絵、田口徹、古手川大、塩原和益
  - VTR出しディレクター：広江孝吉、星野隆夫、佐藤伸一
  - TK：居波初子、山沢啓子、鈴木リサ、長坂真由美、竹島祐子、奈良里美、伊村佳恵、神保よしみ
  - ECG：辻根昌枝、齋藤さやか、宮前芳恵、滝澤奈美子、今泉瑞希、村松朋子、石黒好美、千代裕子、矢引基子
  - 技術・ネットコーディネート：加納嗣大、中村文彦、井上将司、上野真二
  - プロデューサー：今井康則、中谷聡、白川大介

汐留本社S3サブ放送本部
- - TD：牛山敏彦
  - SW：瀧澤壮治
  - 調整：矢田部昭
  - 音声：大島康彦、寺田恭子
  - TK：坂本幸子

汐留本社リモートサブ
- - TD：橋本治
  - SW：高村治延、中村晋也
  - MIX：山本慎吾、今中寛幸
  - 音効：山本香織
  - CG：高澤広大、北井達也
  - Co：池宮城太一
  - TK：石島加奈子、林恵潤佳
  - ディレクター：髙橋靖、石塚友祐、小森敬士、菅谷恵子

嵐にしやがれ 24時間テレビSP
- - ナレーター：立木文彦
  - SW：村松明
  - カメラ：津野祐一
  - MIX：池田正義
  - VE：佐久間治雄
  - 照明：木村弥史
  - 美術：葛西剛太
  - デザイン：栗原純二
  - 電飾：佐藤勉
  - 特効：堀田秀二郎
  - 大道具：田中庸之、高塚敏史
  - 小道具：米山幸市
  - AP：峯亜希子、平山美由紀、川原布友美
  - デスク：津下佳子
  - ディレクター：川上渡、加藤健太、宮崎浩一
  - チーフディレクター：鈴木和昭、尾之上祐太
  - プロデューサー：森下典子、古賀絢子

生しゃべくり!愛のクレーム処理
- - ナレーター：ラルフ鈴木（日本テレビアナウンサー）
  - SW：米田博之
  - カメラ：日向野崇
  - 音声：中村宏美
  - 調整：斎藤孝行
  - 照明：加藤恵介
  - 美術：山本澄子
  - デザイン：大住啓介
  - オブジェ：清水綾乃
  - 電飾：丹野順哉
  - 小道具：高橋吉彦
  - 花装飾：藤崎華代
  - TK：春日千佳子、山岸由佳
  - 制作進行：横山琢磨
  - AP：坂元紫乃、島田典子、山脇由紀子、髙橋孝平
  - ディレクター：諏訪一三、伊藤航、岩本智也、熊谷芳子、小林亘、菅野健治、仲西正樹、飯塚翔、柳瀬寿明、竹田卓将
  - プロデューサー：名田雅哉、木下俊、石原由季子、吉田一浩、村越多恵子
  - 演出：藤森真実

Going!Sports&News
- - 演出：柳沢英俊、井田隆寛、齋藤敬太

女子相撲最強チームに挑戦!
- - ディレクター：石川亮、岐部広和、津曲慶彦、小村直之
  - プロデューサー：菊池茂広、松居哲郎
  - 音効：大石幹夫
  - 演出：伊村幸多朗

有吉生反省会
- - ナレーター：近藤サト
  - 美術：上條宏美
  - デスク：宮城知代
  - AP：矢嶋麻実、柳井千晴
  - ディレクター：道下貴之、井上伸正、田中真之
  - プロデューサー：持田順也

愛の飛び出す絵本・愛の深イイ話
- - ナレーター：林田尚親
  - 飛び出す絵本協力：田川秀樹、さくらいひろし、豊栄産業株式会社、武蔵野美術大学、楫義明
  - 音効：冨田昌一
  - ディレクター：牛込剛、木幡直樹、渡辺知明
  - 演出：黒川高
  - プロデューサー：黄木美奈子、林田竜一、酒井正義

林家たい平 100.5㎞マラソン
- - TD：諏訪勝／萩野谷直樹、加藤大助、東條和人、夏越一徳、本間一美
  - SW：八木原輝
  - VE：久野崇文
  - カメラ：原島伸光、寺澤由明
  - 音声：船越正道
  - ドライバー：木下卓巳、花渕敏
  - マイクロ：横山康太
  - 照明：千葉雄、真壁弘
  - デザイン：小川裕史
  - 大道具：伊東浩、中川清
  - マラソンプロデューサー：坂本雄次
  - ランナーケア：三沢亮介
  - マラソンコーディネーター：比企啓之、中川修一、佐藤成人、大穀敬太、川野竜男、中澤玲子、川崎慶太、上北泰弘、田谷輝人
  - 制作進行：石井希和、日下潤、田口美和子
  - S1コーディネーター：馬杉光、坂谷侑子、木村将士、遠藤隼人
  - ノンリニオペレーター：高野和子
  - GPS：本間美月
  - AP：笠間有美
  - ディレクター：有田駿介、高野透矢、奥村竜、東海林大介、齋藤郁恵、嵐修三郎、橋村青樹、梅澤将、竹内潤、城後加奈江
  - 演出：那須太輔
  - プロデューサー：阿河朋子、小川明人、川邊哲也、田辺わたる、朝倉康晴 / 中村博行、廣瀬由紀子、前田夏奈

チャリティーマラソンランナーVTR
- - ナレーター：窪田等
  - AP：大野もも
  - ディレクター：川端鉄也、田野裕哉、西崎真奈
  - プロデューサー：名田雅哉、成子美里

少年と家族が挑む富士登山
- - ナレーター：立木文彦
  - TD：鎌倉和由
  - マイクロプラン：柳澤圭佑
  - 音声プラン：清水新太郎
  - TD・音声：高岡省吾
  - SW：石渡裕二
  - VE：明庭保昭、佐々木謙太
  - カメラ：宮路龍太、牧之段英人、石井英明、甲斐優美
  - マイクロ：上野豊、手塚元規、渡邉健太
  - 音声：小池隆、井納吉一、篠田貴之、五十嵐愛
  - 音効：保苅智子
  - コーディネーション：柏田雄二
  - 撮影協力：ウェックトレック
  - ディレクター：猪股由太郎、小野寺健
  - 中継車：青木章浩
  - AP：池田供子、吉澤枝里子
  - プロデューサー：横田崇、岡崎成美

佐渡海峡40㎞遠泳リレー
- - ナレーター：服部伴蔵門
  - TD：杉本裕治、紅林翔、池見憲一
  - マイクロプラン：小峰祐司
  - 音声プラン：小澤太
  - SW：高橋尚志
  - カメラ：村田陸彦、池田亮、出野裕史、助川主馬、本間伸行、野口忠繁、藤井義之、加藤裕規、横田浩一
  - 水中カメラ：米窪康成
  - ロケカメラ：岩澤治、坂口周兵
  - ロケ音声：林芳成
  - 音声：渡辺祐一、佐藤俊也、森丈史、河崎竜一、芦田沙織、後藤敬介、藤雅樹、河喜多正裕、小野寺亮
  - VE：川村雄一、宮崎要介、河内繁
  - マイクロ：砂走裕一、鈴木美紀、大森弘幸
  - 照明：若林一義、氷見泰博
  - 弥彦受信点：岩間知行、藤原達記、望月貢
  - ドローン：北村鋭、水沼和幸、栗村紀之
  - 技術協力：読売テレビ、テレビ新潟、佐渡テレビジョン
  - 撮影協力：ジール、力屋観光汽船、第一作十丸、オーシャンナビ、佐渡市観光振興課、明巧舎
  - 制作進行：江口翔子
  - 中継ディレクター：鶴田史隆、松嵜恭宣、浜本勇士、望月崇史、松本和将
  - プロデューサー：紀内良彦、栄永英幸、輿石将大
  - 演出：長谷川たかし

ダーツの旅的全国1億人インタビュー
- - ナレーター：真地勇志
  - AP：岡安里佳
  - ディレクター：森田隆行、大石正通、花田康平、松本尚也
  - プロデューサー：江尻直孝

吉田沙保里と心臓移植をした少女
- - ナレーター：木村多江
  - チーフディレクター：長岡新
  - ディレクター：新井聡史
  - プロデューサー：増田泰洋、小俣猛

羽生結弦 くまモンと氷上コラボ
- - ナレーター：鈴江奈々（日本テレビアナウンサー）
  - TD・SW：望月達史
  - カメラ：金成弘樹
  - マイクロ伝送：小澤俊博
  - VE：山田敏弘
  - MIX：高橋誠
  - PA：宮坂修
  - クレーン：島田暁
  - 照明：藤山真緒、河内俊明
  - 美術プロデューサー：杉山知香、田澤奈津美
  - 大道具：泉慎一
  - PD：海老澤明子、高橋雅昭
  - 制作進行：清千里
  - ディレクター：久木野大、小元肇、小野勇樹、星野克己
  - プロデューサー：藤崎一成、大越理央

日本列島深イイ絶景ＳＨＯＷ
- - AP：小川友希
  - ディレクター：中西裕樹、中野誠、田渕公博、雨宮佑介
  - プロデューサー：今井大輔、長瀬徹

日本列島朝どりリレー　
- - ナレーター：平野義和
  - 札幌テレビ放送：菅本祐太、林泰一郎
  - 宮城テレビ放送：佐藤裕明、阿部和彦
  - テレビ大分：高瀬建二朗、赤坂昌治
  - AP：宮崎慶洋、井手茶智
  - ディレクター：田川浩子、松田菜生、小笠原将、笠原保志
  - プロデューサー：島田総一郎、切替愛

家事えもん朝ごはん天気予報
- - ナレーター：森富美（日本テレビアナウンサー）
  - SW：鈴木健司
  - カメラ：渡辺浩
  - MIX：中山貴晴
  - VE：石山実
  - VTR送出：山本真吾
  - 音効：浅井孟義
  - 大道具：山田俊広
  - 小道具：大久保俊彦
  - 照明：名取孝昌
  - AP：加世田菜穂
  - フードコーディネーター：Clocca
  - ディレクター：安池薫、福岡隆幸、神野基彦、尾越功
  - プロデューサー：滝澤真一郎、山本玲子

盲目のヨシノリ先生～謝りたかった生徒たちとの再会～
- - ナレーター：窪田等
  - AP：佐藤なつね
  - ディレクター：塚田直之
  - プロデューサー：冨永祐一

元五輪候補女性の生きる道・小児がんと闘い続けた天才作曲家
- - ナレーター：平野義和
  - カメラ：川島孝夫、香田淳、沼田善
  - 写真撮影：宮﨑慎之輔
  - 協力：社団法人アーツスプレッド
  - AP：入江将也、操谷亮
  - ディレクター：髙橋秀与
  - 演出：水野格、渡辺邦宏
  - プロデューサー：筒井梨絵

愛の授業～世界で一番強い魚は?～
- - ナレーター：奥田民義
  - 技術協力：プレゼンス・クルー
  - 撮影協力：新江ノ島水族館、綾瀬市立北の台小学校
  - AP：金銀善
  - ディレクター：鴻巣裕司
  - プロデューサー：羽村直子

志村けんの母～息子が知らなかった生きた道～
- - ナレーター：三村ロンド
  - AP：池田千草
  - カメラ：柳ケ瀬善夫
  - 音声：小松裕太
  - プロデューサー：荻野健、上村達也、森亜希子
  - 演出：松谷夢々

ボクがママの目になる
- - ナレーター：城ヶ崎祐子
  - AP：山田美帆、西河真由子
  - ディレクター：湯浅貴仁、長瀬久司
  - プロデューサー：荻原球

人文字はドデカイQRコードは作れるか?
- - TD：三沢津代志
  - VE：石坂忠義
  - 音声：木村宏志
  - カメラ：林洋介
  - ディレクター：安彦和弘、日野力
  - 演出：三浦伸介
  - プロデューサー：倉田忠明、竹下美佐、浜田和宏

愛の授業～宇宙でわかった最大の発見とは?～
- - ナレーター：奥田民義
  - ディレクター：長井香織
  - プロデューサー：黒川こず枝

愛の告白しませんか?
- - ナレーター：佐藤賢治
  - AP：河野安治、竹村祐美
  - ディレクター：首藤光典、山井貴超、酒井甚哉、千葉博史、西山嘉昭、鈴木大二郎、塚原和代、藤野賢宏、一楽千恵、藤巻聖
  - プロデューサー：今泉昌子

８歳の少女が大ジャンプに挑戦
- - 中継TD：竹西直人
  - チーフカメラ：寒河江透
  - CG：三浦智己
  - 音効：加藤つよし
  - 中継ディレクター：加藤雄士
  - ディレクター：矢嶋哲也
  - AP：加藤万紀子
  - プロデューサー：吉村真人
  - 演出：西村明浩

リオ五輪3人のメダリスト
- - ナレーター：服部伴蔵門
  - ディレクター：藤本直樹、増田貴也、萬俊之

マジシャン出川と子ども達
- - ナレーター：真地勇志、立木文彦
  - ディレクター：武井正弘
  - プロデューサー：佐藤友美

義足になったサッカー少年が本田圭佑と交わした約束
- - ナレーター：宮迫博之

顔の半分を失った少年～家族と見つけた笑顔～
- - ナレーター：城ヶ崎祐子
  - ディレクター：吉川真一郎、髙橋岳治、森屋聖司、板倉裕樹、田野辺陽平
  - プロデューサー：須藤大介

全国高等学校合唱選手権
- - ナレーター：あおい洋一郎
  - カメラ：横瀬勉
  - 音声：板橋翔
  - AP：石井玲、石井伸幸、城美幸
  - ディレクター：山田大樹、藤村潤、吉濱明秀、富山歩、戸塚謹嗣、川名良和、益子さおり、山﨑恵美子
  - 演出：五歩一勇治
  - プロデューサー：町尻具宗、柴田雅美、上野尚偉

咲菜ちゃんへ『にじいろ』のサプライズ
- - ナレーター：中尾衣里
  - カメラ：斉藤和彦
  - VE：常川裕二
  - 編集：生田目隼
  - MA：佐渡吉志広
  - 音効：高取謙
  - ディレクター：坂上祐生、佐々木泰知
  - AP：中川早織
  - プロデューサー：高島良子

1億3千万人のパーフェクトヒューマン
- - ナレーター：真地勇志
  - ディレクター：松田敦
  - プロデューサー：笠井彩、武石政人
  - 演出：前川瞳美

石原さとみ アフリカ・ケニアへ
- - ナレーター：石原さとみ
  - ディレクター：相田貴史
  - プロデューサー：吉無田剛、伊藤英恵

チャリティー笑点
- - SW：宮崎和久
  - カメラ：赤沢知弘
  - 照明：小川勉
  - 美術プロデューサー：高野泰人
  - 大道具：田村佳久
  - 小道具：佐々木洋平
  - 衣裳：栗田佐智子
  - 電飾：飯塚奈美
  - メイク：外山奈津子
  - FM：山口裕之、福田拓也
  - AP：小森佳代
  - ディレクター：高木裕司
  - プロデューサー：福田一寛、飯田達也、大畑仁

"おひるねアート"でひと夏の大冒険
- - ナレーター：加藤シゲアキ
  - ロケ技術：ROGUE
  - 撮影協力：日本おひるねアート協会
  - 監修：東京女子医科大学 小児科 石垣景子
  - 映像協力：蛯原やすゆき
  - AP：杉本ルリ子
  - ディレクター：髙橋雅樹、森山智世
  - 演出：川俣和也
  - プロデューサー：佐藤理恵

よさこい大パフォーマンス
- - ナレーター：佐藤政道
  - 振付指導：土居紋子、中山友梨香
  - 振付アシスタント：紀伊昌希、小林麻子、宇杉英子
  - 楽曲制作：末松孝久
  - 手話通訳：麻生かおり
  - 協力：天空しなと屋
  - ディレクター：中山準士、間篠高行
  - プロデューサー：八木田祐子

応援FAX
- - ディレクター：須原翔、藤村利晴、佐藤祐史
  - プロデューサー：森下泰男、斎藤みさ子

武道館企画
- - AP：三浦由舞、岩田裕美
  - 制作進行：高田馨、富田愛梨、小林潤平、橋本宗太郎、杉山直樹
  - ディレクター：大原正也、鈴嶋直子、下条寛子、中山健志、伊藤高史、内田雅行、大塚太智
  - 演出：市川隆、鈴木守、川平秀二
  - プロデューサー：小島俊一、神尾育代、荻原伸之、南里梨絵

日本武道館
- - TD：菅谷典彦
  - 音声プラン：原秀彰
  - SW：安藤康一、松嶋賢一、荻野高康、吉田健治
  - カメラ︰大庭茂嗣、中村哲也、早川智晃、田代義昭、佐藤裕司、小野寺裕太、北折雅人、水梨潤、小林宏義、伊勢本活敬、土田恭平、高木亮、高野信彦、高松里恵、山内剛、矢作陽一、西阪康史、木藤和久、福田伸一郎、茅野竜徳、梓沢曜平、岡本卓也
  - 音声︰中島和真、小原正広、小境健太郎、川合亮、宮内貞、杉村理紗、滝口祐造、高木哲郎、林英毅
  - 調整︰石野太一、鈴木昭博、児玉大輔、渡邊佳寛、狩野博貴、岩原正明、吉﨑慶、岡田直紀、小澤郁彌、鈴木裕美
  - 音楽効果：小川彦一、村上義行、金沢裕一、佐藤充、吉田茂、宮川素子、西谷香澄
  - 照明：小笠原雅登、森田恵太郎、掛橋司
  - テレビモニター：杉山知浩
  - マルチモニター：小内一豊
  - デザイン：波多野真理、熊崎真知子
  - 美術プロデューサー：栗原和也
  - 設営：石原隆、金丸真土、本間昌弘
  - 大道具︰下吉克明、鷲嵜季映
  - 電飾︰二階堂哲也、糸数青祥
  - 特殊効果︰内山栄一
  - アクリル装飾：松本健、山田隼人
  - 小道具：伊沢英樹
  - 花装飾︰鈴木晴美
  - 装飾︰安藤厚
  - バルーン：細田修
  - メイク：奥松かつら
  - VTR出しディレクター：奥河内都、高橋宏典、八隅秀哲
  - ステージング：MIKO、小野寺洋平
  - TK：中村ひろ子、矢島由紀子、桜井えみこ、田中彩、山際慎子
  - 編曲：たかしまあきひこ、しかたたかし、高島康太(たかしまかんた)
  - オーディオコーディネーター：鳥飼弘昌
  - 演奏：ガッシュアウト、フェイスミュージック
  - コーラス：フィジー、ミュージッククリエイション、日テレ学院
  - 手話コーラス隊：日本テレビ愛の小鳩事業団
  - アシスタント：日本テレビイベントコンパニオン
  - 日テレ学院コーラスコーディネーター：飯田啓之、川原井宏実、大西麗
  - ゲストフォロー：井原亮子、伊庭野はるか、髙松明央、加藤晋也、高尾あずみ
  - フロアディレクター：鈴木淳一、舟澤謙二、長谷川賢一、氣賀澤宏隆、高橋康之、影山幸子、宇津浩二、松川裕範、稲元雅俊、川島啓史、春山正宏、前田大輔、藤戸星妃、諸田景子、田村幸大、岡崎健人、新井万季、大井章生、蒲龍太郎、西本幸平
  - プロデューサー：笹部智大、前田直敬、江成真二
- ケータリング：野崎麻由美、石塚理、大澤清吾
- 武道館コーディネーション：内藤智子、光岡裕子、脇阪真琴、植原佳世子、森田佳苗
- 協力：日本武道館
- 制作協力：IVSテレビ制作、アガサス、AX-ON、いまじん、えすと、オリオンクルー、オンリー・ワン、極東電視台、クランクレスト、クリエイティブ30、コール、ゴッドキッズ、ザイオン、ザ・ワークス、ジッピー・プロダクション、SINGARI、仁プロデューシング、スパイスファクトリー、創輝、ソリスプロデュース、てっぱん、日企、日テレイベンツ、パッション、フォアキャスト・コミュニケーションズ、ブームアップ、モスキート、ユニオン映画、ランナーズ・ウェルネス、ロール・ワン
- 構成：桜井慎一、ヒロハラノブヒコ、川上トリオ、木南広明、アリエシュンスケ/会沢展年、石塚祐介、市川榮里、内海譲司、遠藤佳三、大谷裕一、尾首大樹、小野高義、加藤淳一郎、菊池裕一、木野聡、小林哲也、坂本茜、佐藤かんじ、城啓介、白野敦久、杉山奈緒子、高梨武志、竹尾明子、太崎泰義、デーブ八坂、利光宏治、成瀬正人、西村隆志、橋本大介、長谷川勉、藤原琢也、堀江里光、前原卓磨、丸山コウジ、三木睦郎、宮崎牛丼、森本雅也、山田浩康、横山誠一

「24時間テレビ」チャリティー委員会事務局
- - 事務局長：高見俊彰
  - 事務局：保坂昌宏、武井実、市嶋文裕、薄井真奈、梅村由紀、早瀬茉莉絵、岩久みか
- ボランティア本部：大西千晶、柚木洋彦、君島里江子 全国のボランティアの皆さん、草の根チャリティーネットワーク
- 制作進行：東原祐子、西村友美、岸加苗
- 制作：長尾泰希、黒崎太郎、福田博之 / 松岡至、福地聡
- 武道館ディレクター：利根川広毅、川口信洋、井上尚也、渡邉友一郎、小松正樹
- 汐留本社S1サブディレクター：岩鼻優、伴在正行、上田崇博、森山琢哉、渡辺春佳、山下聖司、伊藤茉莉衣
- S1サブ演出：髙橋利之、清水星人、古立善之、福田逸平太、橋本和明
- 全体進行：斉藤寿
- プロデューサー：西川宏一
- 武道館演出：徳永清孝
- 総合プロデューサー：岩下英恵
- 総合演出：上利竜太
- チーフプロデューサー：道坂忠久、伊東修
- 制作指揮：加藤幸二郎
- 製作著作：日本テレビ